# ジョン・ロヴィッツ
ジョン・ロヴィッツ（Jon Lovitz, 本名: Jonathan M. Lovitz, 1957年7月21日 - ）は、アメリカ合衆国カリフォルニア州出身の俳優、コメディアン。

## プロフィール
コメディアン、俳優として知られるロヴィッツは、1957年にルーマニア・ユダヤ人移民が祖先である父と、ハンガリー系とロシア系ユダヤ人移民が祖先である母の元、ロサンゼルスに生まれる。父親は医師であり、双子の姉を持つ。
地元の高校時代から演劇を始め、カリフォルニア大学アーバイン校で本格的に演劇を学び、卒業後に即興コメディ劇団の『The Groundlings』に所属。その頃に、盟友であるコメディ俳優のフィル・ハートマンと知り合っている。1985年から1990年までサタデー・ナイト・ライブに出演。モノマネやコントなどで一躍頭角を現して、同番組ではエミー賞に2度ノミネートされている。苦労人であり、売れる前までは靴屋の店員、服屋の店員、ウェイター、郵便配達員、病棟勤務員、などの様々な職業に就いていた。かつてアメリカでは『イエローページを書いた男』としてイエローページのマスコットとして起用されたり、サブウェイのコマーシャルなどに起用されている。ニール・サイモンによる戯曲『ザ・ディナー・パーティー』ではブロードウェイ舞台も踏み、さらなる才能を発揮。コミカルな性格を活かしてトーク番組やシットコムなどにも頻繁に出演している。1995年にはMTVムービー・アワードの司会者も担当した。
俳優業以外では歌手としての才能も発揮していて、2001年には、英国のロイヤル・アルバート・ホールにてイギリス生まれのポップシンガー、ロビー・ウィリアムズとのデュエットも実現しており、その曲が収録されたアルバムも発売されている。声優としての活動もあり、アニメシリーズ『ザ・シンプソンズ』でもゲスト出演の回数が多い。

### 私生活
現在ロヴィッツ自身は5人男児の父親である。2007年11月8日には、サンディエゴに『ジョン・ロヴィッツ・コメディ・クラブ』を開き、ロヴィッツ自身も定期的に出演しているとのこと。

## 主な出演作品

### 映画
| 公開年 | 邦題 原題                                                                         | 役名                         | 備考                     |
| ------ | --------------------------------------------------------------------------------- | ---------------------------- | ------------------------ |
| 1986   | セクシーキャンパス美女旋風 Hamburger: The Motion Picture                          | 警備員                       |                          |
| 1986   | ジャンピン・ジャック・フラッシュ Jumpin' Jack Flash                               | ダグ                         |                          |
| 1986   | ラットボーイ Ratboy                                                               | パーティーの客               |                          |
| 1986   | サボテン・ブラザース ¡Three Amigos!                                               | モーティ                     |                          |
| 1987   | ブレイブ・リトル・トースター The Brave Little Toaster                             | チャット・ラジオ             | アニメ映画、声の出演     |
| 1988   | ビッグ Big                                                                        | スコッティ                   |                          |
| 1988   | 花嫁はエイリアン My Stepmother Is an Alien                                        | ロン・ミルズ                 |                          |
| 1990   | MR.デスティニー Mr. Destiny                                                       | クリップ                     |                          |
| 1991   | アメリカ物語2/ファイベル西へ行く An American Tail: Fievel Goes West               | チュラ                       | アニメ映画、声の出演     |
| 1992   | プリティ・リーグ A League of Their Own                                            | アーニー・キャパディノ       |                          |
| 1992   | スペース・エイド Mom and Dad Save the World                                       | トッド・スペンゴ皇帝         |                          |
| 1993   | ローデッド・ウェポン1 Loaded Weapon 1                                             | ティム・ベッカー             |                          |
| 1993   | コーンヘッズ Coneheads                                                            | 歯科医                       | ノークレジット           |
| 1994   | シティ・スリッカーズ2/黄金伝説を追え City Slickers II: The Legend of Curly's Gold | グレン・ロビンス             |                          |
| 1994   | パラダイスの逃亡者 Trapped in Paradise                                            | デイヴ・フィルポ             |                          |
| 1994   | ノース 小さな旅人 North                                                           | 弁護士アーサー・ベルト       |                          |
| 1996   | ファイト・マネー The Great White Hype                                             | ソル                         |                          |
| 1996   | ハイスクール・ハイ High School High                                               | リチャード・クラーク         |                          |
| 1996   | マチルダ Matilda                                                                  | ミッキー                     | ノークレジット           |
| 1998   | ウェディング・シンガー The Wedding Singer                                         | ジミー・ムーア               |                          |
| 1998   | ハピネス Happiness                                                                | アンディ・コーンブラス       |                          |
| 1999   | ライラ フレンチKISSをあなたと Lost & Found                                        | ハリー                       |                          |
| 2000   | おいしい生活 Small Time Crooks                                                    | ベニー                       |                          |
| 2000   | リトル★ニッキー Little Nicky                                                      | ピーパー                     |                          |
| 2001   | スコーピオン 3000 Miles to Graceland                                              | ジェイ・ピーターソン         |                          |
| 2001   | キャッツ & ドッグス Cats&Dogs                                                     | キャリコ                     | 声の出演                 |
| 2001   | ラットレース Rat Race                                                             | ランディ・ピア               |                          |
| 2001   | チャーリー・シーンの ミスター・グッド・アドバイス Good Advice                     | バリー・シャーマン           |                          |
| 2002   | エイト・クレイジー・ナイト Eight Crazy Nights                                     | トム                         | アニメ映画、声の出演     |
| 2003   | ディッキー・ロバーツ 俺は元子役スター Dickie Roberts: Former Child Star           | シドニー                     |                          |
| 2004   | ステップフォード・ワイフ The Stepford Wives                                       | デイヴ                       |                          |
| 2005   | プロデューサーズ The Producers                                                    | マークス氏                   |                          |
| 2006   | がんばれ!ベンチウォーマーズ The Benchwarmers                                      | メル                         |                          |
| 2006   | サウスランド・テイルズ Southland Tales                                            | バート・ブルックマン         |                          |
| 2006   | 童貞ペンギン Farce of the Penguins                                                | My Eyes Are Up Here Penguin  | 声の出演                 |
| 2010   | ロビイストの陰謀 Casino Jack                                                      | アダム・キダン               |                          |
| 2012   | モンスター・ホテル Hotel Transylvania                                             | カジモド                     | アニメ映画、声の出演     |
| 2013   | ワンダープラネット Shou Hu Zhe Sen Lin                                            | ムラ                         | アニメ映画、英語吹替     |
| 2013   | アダルトボーイズ遊遊白書 Grown Ups 2                                              | Squats Fitness Janitor       |                          |
| 2015   | モンスター・ホテル2 Hotel Transylvania 2                                          | オペラ座の怪人               | アニメ映画、声の出演     |
| 2015   | GAMBA ガンバと仲間たち Adventures of Gamba                                        | ウィンストン                 | アニメ映画、英語吹替     |
| 2015   | リディキュラス・シックス The Ridiculous 6                                         | グラント                     |                          |
| 2016   | マザーズ・デイ Mother's Day                                                       | クラブ・オーナー             |                          |
| 2017   | サンディ・ウェクスラー Sandy Wexler                                               | 本人                         |                          |
| 2017   | Killing Hasselhoff                                                                | バリー                       | 日本未公開               |
| 2017   | Chasing the Blues                                                                 | リンカーン・グルーム         | 日本未公開               |
| 2018   | Bachelor Lions                                                                    | アルフレッド・ブラウンベリー | 日本未公開               |
| 2018   | Paws P.I.                                                                         | ジャクソン                   | 日本未公開、声のみの出演 |
| 2019   | がんばれ!ベンチウォーマーズ2 Benchwarmers 2                                       | メル                         |                          |

### テレビドラマ
| 放映年    | 邦題 原題                                                | 役名                     | 備考                                                        |
| --------- | -------------------------------------------------------- | ------------------------ | ----------------------------------------------------------- |
| 1984      | ペーパーチェイス The Paper Chase                         | レヴィッツ               | 1エピソード                                                 |
| 1986      | フォーリー・スクエア Foley Square                        | モール                   | 1エピソード                                                 |
| 1991      | ハリウッド・ナイトメア Tales from the Crypt              | バリー                   | 主演、シーズン3 エピソード『虐殺集団 ブロードウェイの悪夢』 |
| 1993      | プリティ・リーグ A League of Their Own                   | アーニー・キャパディノ   | 1エピソード                                                 |
| 1995      | となりのサインフェルド Seinfeld                          | ゲイリー・フォーゲル     | 1エピソード                                                 |
| 1995,2003 | フレンズ Friends                                         | スティーヴ               | 2エピソード、ゲスト出演                                     |
| 1997-1999 | NewsRadio                                                | マックス・ルイス、ほか   | レギュラー出演 23エピソード出演                             |
| 2002      | サン・オブ・ザ・ビーチ Son of the Beach                  | BJの父                   | 1エピソード                                                 |
| 2004,2005 | ラスベガス Las Vegas                                     | フレッド                 | 3エピソード                                                 |
| 2006      | チャーリー・シーンのハーパー★ボーイズ Two and a Half Men | アーチー・ボールドウィン | 1エピソード                                                 |
| 2013,2014 | New Girl / ダサかわ女子と三銃士 New Girl                 | ラビ                     | 2エピソード                                                 |
| 2015      | Hawaii Five-0                                            | バリー・バーンズ         | 2エピソード                                                 |
| 2018      | 欲望が止まらない！ Insatiable                            | シュワルツ               | 1エピソード                                                 |

### テレビアニメ
| 放映年    | 邦題 原題                                      | 役名                         | 備考                         |
| --------- | ---------------------------------------------- | ---------------------------- | ---------------------------- |
| 1983      | アルビンとチップマンクス Alvin & the Chipmunks | 複数役                       | 1エピソード                  |
| 1991-2018 | ザ・シンプソンズ The Simpsons                  | ルウェリン・シンクレア、ほか | 18エピソード、声のゲスト出演 |
| 1994-2001 | ザ・クリティック The Critic                    | ジェイ・シャーマン、ほか     | 23エピソード                 |
| 2016,2017 | アニマルズ Animals.                            | オールド・ベン               | 3エピソード                  |

### テレビ番組
- サタデー・ナイト・ライブ Saturday Night Live (1985-1992)